# Объединение Северного Китая Ранней Цинь
Объединение Северного Китая Ранней Цинь — события 360—383 годов, в результате которых земли Северного Китая оказались объединены под властью империи Ранняя Цинь.

## Предыстория
В 304 году хуннский шаньюй Лю Юань провозгласил независимость от империи Цзинь и основал государство Северная Хань. В 311 году хунну захватили Чанъань и цзиньскую столицу Лоян и пленили императора Хуай-ди. В 312 году цзиньские войска отбили Чанъань и новым императором был провозглашён Минь-ди. В 316 году хунну вновь захватили Чанъань, и убили также и Минь-ди. Его дальний родственник Сыма Жуй провозгласил себя цзиньским императором уже в далёком Цзянькане, а на землях северного Китая одно за другим сменяли друг друга Шестнадцать варварских государств. На отрезанных от империи Цзинь землях, лежащих на Великом Шёлковом пути, в 313 году образовалось государство Ранняя Лян.
В 318 году ханьский правитель Лю Цань был убит Цзинь Чжунем. Узнав о произошедшем, на столичный Пинъян двинул свои войска Ши Лэ, а на западе империи новым императором объявил себя Лю Яо. Поскольку царствующий дом был полностью истреблён, Лю Яо изменил название государства с «Хань» на «Чжао» (вошло в историю как «Ранняя Чжао»). Затем Ши Лэ стал воевать как против Чжао, так и против Цзинь и, завоевав земли Чжао, в 330 году также объявил себя «чжаоским князем» (его государство вошло в историю как Поздняя Чжао). Тем временем на Ляодунском полуострове и прилегающих территориях Мужун Хуан в 337 году создал государство Ранняя Янь.

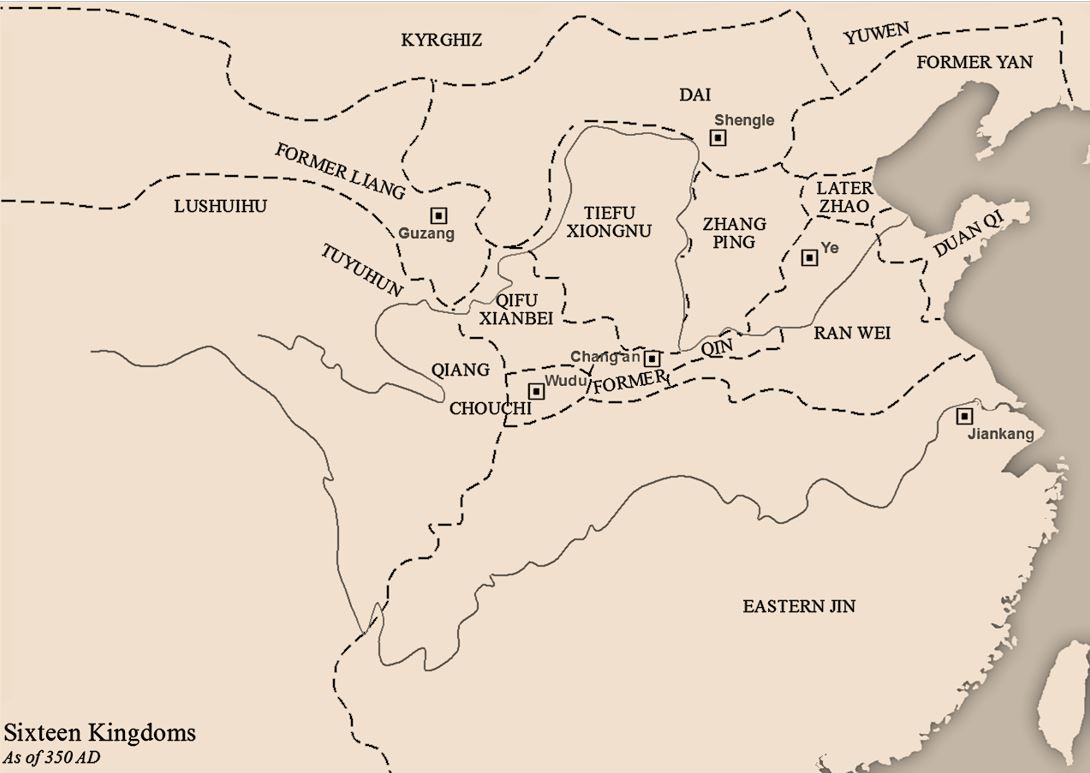
Китайские земли в 350 году

В 350 году власть в Поздней Чжао захватил Жань Минь, образовавший государство Вэй. Не пожелавшие покоряться ему племена ди создали на западных землях бывшей Поздней Чжао собственное государство Ранняя Цинь со столицей в Чанъане, а с востока по Жань Миню ударила Ранняя Янь. В 352 году созданное Жань Минем государство Вэй было уничтожено, а его земли разделили между собой Ранняя Цинь, Ранняя Янь и империя Цзинь.
В 353 году Ранняя Цинь отбила нападение государства Ранняя Лян (номинального вассала империи Цзинь). В 354 году цзиньский генерал Хуань Вэнь предпринял скоординированное с Ранней Лян крупное наступление на Раннюю Цинь. Он смог дойти до Чанъаня, но Фу Цзянь (I) применял тактику выжженной земли, цзиньские войска начали голодать, и были вынуждены повернуть обратно, так и не предприняв штурма циньской столицы.
В 357 году на престол Ранней Цинь взошёл Фу Цзянь (II). Во главе правительства он поставил Ван Мэна (китайца по национальности), которого китайская историография описывает как одного из самых выдающихся государственных деятелей за всю китайскую историю. Ван Мэну удалось создать эффективную государственную администрацию.

## Ход событий
В 364 году Фу Цзянь вынудил Чжан Тяньси (главу Ранней Лян) признать сюзеренитет Ранней Цинь. В следующем году, однако, Чжан Тяньси прервал связи с Ранней Цинь и вернулся к подданству империи Цзинь.
В 365 году Мужун Кэ — регент государства Ранняя Янь — захватил цзиньский город Лоян, и возникла угроза того, что он после этого ударит на Цинь. Фу Цзянь лично повёл войска на противостояние Мужун Кэ, но столкновения между циньскими и яньскими войсками не произошло. Позднее в том же году восстали вожди сюнну Гао Гу и Лю Вэйчэнь, и Фу Цзянь лично атаковал их, вынудив их прекратить восстание и покориться вновь.
После того, как в 367 году умер Мужун Кэ и его место занял гораздо менее способный Мужун Пин, Фу Цзянь начал подумывать о покорении Ранней Янь, но в этот момент подняли восстание четыре брата Фу Цзяня, объявившие себя подданными Ранней Янь и запросившие у неё помощи. Однако Мужун Пин отказался им помогать, и Фу Цзянь подавил эти восстания поодиночке.
В 369 году выдающийся цзиньский генерал Хуань Вэнь предпринял крупное наступление на Раннюю Янь, и подошёл близко к яньской столице Ечэн. Ранняя Янь запросила помощи у Ранней Цинь, пообещав отдать за это район Лояна. Большинство придворных выступило против этого, однако Ван Мэн посоветовал прийти на помощь, сказав, что если Хуань Вэнь уничтожит Раннюю Янь, то Ранней Цинь будет уже не выстоять. Циньские войска прибыли, когда Мужун Чуй уже нанёс поражение Хуань Вэню, но потом циньские войска совместно с яньскими нанесли Хуань Вэню ещё одно крупное поражение. Однако затем яньцы отказались отдавать Лоянский регион, и Фу Цзянь отправил Ван Мэна во главе 60-тысячного войска против Ранней Янь; успеху похода должно было поспособствовать ещё и то, что Мужун Чуй, опасаясь за свою жизнь из-за придворных интриг, бежал в Раннюю Цинь.
Весной 370 года Ван Мэн захватил Лоян, а зимой разгромил собранное Мужун Пином войско. Мужун Вэй покинул Ечэн и бежал в старую яньскую столицу Лунчэн, однако был перехвачен по пути. Фу Цзянь пощадил его, однако государство Ранняя Янь прекратило своё существование, а клан Мужун и большое количество прочих сяньбийцев были переселены в центр Цинь — в регион Гуаньчжун.
В 373 году Фу Цзянь предпринял поход на западные регионы империи Цзинь, завоевав земли нынешних Сычуани, Чунцина и южной части Шэньси. Тем временем высшие чиновники империи, включая Ван Мэна, были обеспокоены тем, что многие сяньбийцы заняли высокое положение. В 375 году умирающий Ван Мэн посоветовал Фу Цзяню остановить кампании против Цзинь, и не доверять сянбийцам и цянам до такой степени, как он это делал, однако Фу Цзянь не стал следовать этому совету.

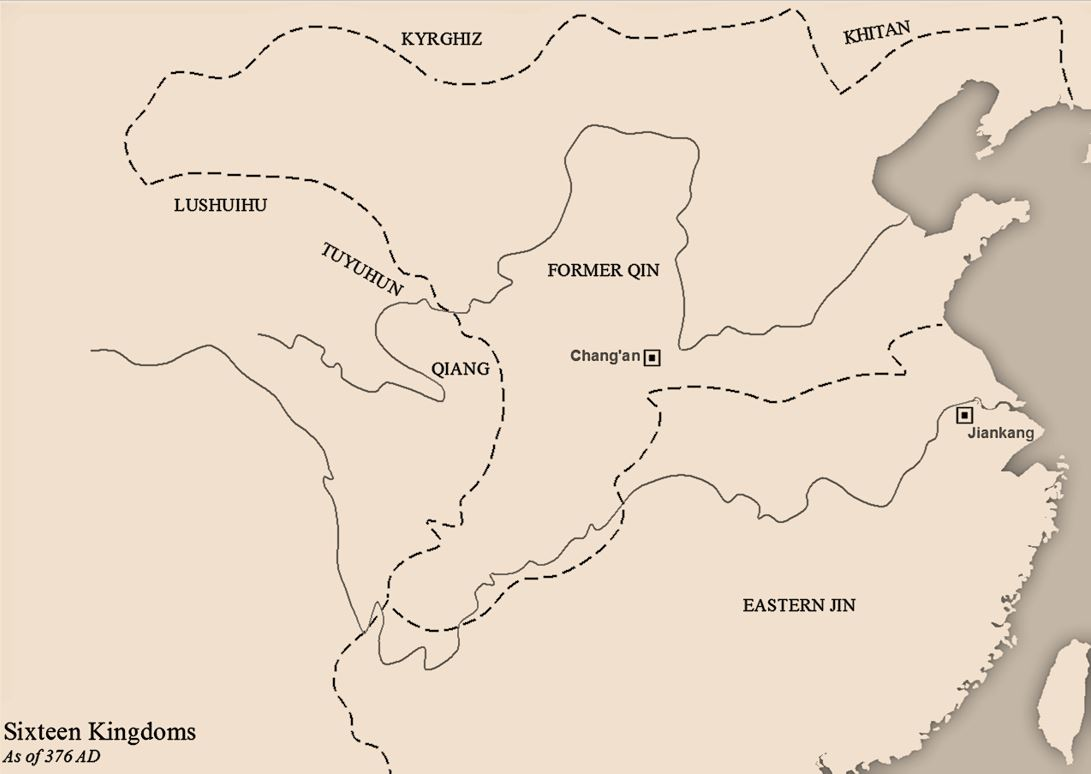
Китайские земли в 376 году

После смерти Ван Мэна Фу Цзянь продолжил походы, направленные на объединение Поднебесной под его властью. В 376 году он обрушился на Раннюю Лян, и в течение месяца это государство было завоёвано и присоединено к Ранней Цинь. Два месяца спустя он атаковал государство Дай и захватил его, оставив, однако, во главе дайцев Тоба Гуя. В 378—379 годах армии Фу Цзяня захватили цзиньский город Сянъян, но были разбиты под Пэнчэном.
В 380 году Фу Цзянь принял решение расселить представителей племени ди, к которому принадлежал он сам, по всей империи. Это было продиктовано, скорее всего, целью укрепления империи благодаря созданию связующего звена, но в краткосрочной перспективе это привело к тому, что сердцевина империи — регион Гуаньчжун — оказался наполнен сяньбийцами и цянами при малом количестве ди.
В 383 году Фу Цзянь отправил генерала Люй Гуана на завоевание Западного края, а основные силы под командованием Фу Жуна выступили на юг против империи Цзинь. Однако в битве на реке Фэй циньская армия была полностью уничтожена.

## Итоги и последствия
Известия о страшном поражении на реке Фэй стали толчком, вызвавшим развал созданной Фу Цзянем (II) империи. Сам Фу Цзянь получил в битве ранение стрелой и был вынужден бежать под защиту не участвовавших в битве войск под командованием Мужун Чуя; Мужун Чуй сопроводил Фу Цзяня до Лояна, а оттуда увёл свою армию на северо-восток, в бывшие яньские земли, используя в качестве предлога то, что тамошнее население может восстать.
Вскоре восстали динлины под руководством Чжай Биня и осадили Лоян. Против них было послан Мужун Чуй, который, однако, тоже восстал и весной 384 года провозгласил создание государства Поздняя Янь. Услышав об этом, его племянник Мужун Хун поднял восстание в Гуаньчжуне, основав Западную Янь. Фу Цзянь отправил против него своего брата Фу Жуя в сопровождении Яо Чана, но Мужун Хун разбил эти силы и убил Фу Жуя. Когда посланцы Яо Чана прибыли в столицу Чанъань с вестью о поражении, то Фу Цзянь пришёл в ярость и убил их; узнав об этом, Яо Чан вместе с войском цянов покинул Фу Цзяня и основал государство Поздняя Цинь.